# Pop Smoke
Bashar Barakah Jackson (Canarsie, Brooklyn, Nueva York, 20 de julio de 1999−Los Ángeles, California; 19 de febrero de 2020), conocido por su nombre artístico Pop Smoke, fue un rapero estadounidense. Es considerado como uno de los raperos más influyentes del género drill. Comenzó su carrera musical en 2018 al colaborar con artistas y productores de UK drill, que a menudo utilizaban instrumentación más mínima y agresiva para su contraparte de Chicago. Ganó popularidad con su sencillo «Welcome To The Party» de 2019.
Pop Smoke firmó un contrato de grabación con Victor Victor Worldwide y Republic Records, y lanzó su primer mixtape Meet the Woo (2019). El segundo sencillo del mixtape, «Dior», alcanzó el número 22 en el Billboard Hot 100. Su segundo mixtape, Meet The Woo 2 (2020), debutó en el número 7 en el Billboard 200. Fue lanzado poco menos de dos semanas antes de su asesinato debido un disparo mortal durante un robo en su casa en Los Ángeles. Su álbum debut de estudio, Shoot for the Stars, Aim for the Moon, fue lanzado póstumamente en julio de 2020 y debutó en el número uno en el Billboard 200, con las 19 pistas del álbum en el Billboard Hot 100.

## Primeros años
Bashar Barakah Jackson nació el 20 de julio de 1999 en Brooklyn, Nueva York, de madre panameña, Audrey Jackson y padre jamaicano, Greg Jackson. Tenía un hermano mayor llamado Obasi. Pasó su infancia en Canarsie, un barrio de Brooklyn. Pop Smoke fue expulsado del octavo grado por traer un arma a la escuela y pasó dos años en arresto domiciliario después de ser acusado de posesión de armas. Cuando tenía quince años, ganó una beca de baloncesto para la Rocktop Academy, una escuela preparatoria de Filadelfia, pero solo se quedó por corto tiempo debido a que en un análisis clínico se le detectó un soplo en el corazón que lo limitaba, en lugar de eso y al poder elegir entre trabajar como alguien decente o delinquir eligió la decisión de vivir al margen de la sociedad siendo pandillero y comenzando a vender drogas.

## Carrera

### Inicios
Comenzó su carrera musical en 2018 mientras se juntaba con otros artistas de grabación como Jay Gwuapo durante sus sesiones de estudio, inicialmente remezclando canciones populares dentro de la escena musical de New York Citydrill, antes de embarcarse en la creación de música original. En una entrevista con Genius, afirmó que su nombre artístico Pop Smoke es una combinación de Poppa (un apodo que le dio su abuela panameña) y Smoke (parte de un apodo que le dieron sus amigos de la infancia).

### 2019-2020:Meet The Woo
En abril de 2019, Pop Smoke lanzó su sencillo, «Welcome to the Party», el sencillo principal de su mixtape debut, Meet the Woo (2019). La canción más tarde se remezcló dos veces, una con Nicki Minaj y la otra con Skepta en agosto de 2019. La canción se destacó por el uso de drill británico en su producción, más tarde comúnmente visto en toda su discografía. Esto se debió a colaboraciones frecuentes con el productor de drill británico 808Melo. Otras canciones conocidas suyas incluyen: «Mpr», «Flexin», entre otras. En septiembre de ese mismo año también lanzó el videoclip de «Dior», el cual cuenta con más de 380 millones de visitas en YouTube. Tras el ascenso a la popularidad de «Welcome to the Party», colaboró con otros artistas populares en sencillos como: «War» con Lil Tjay y «100k on a Coupe» con Calboy. En diciembre de 2019, colaboró en «Gatti» con JackBoys y Travis Scott, que es la última canción del álbum JackBoys (2019) de Scott y sus miembros de Cactus Jack.
En febrero de 2020, Pop Smoke lanzó su segundo mixtape Meet The Woo 2 con Quavo, A Boogie wit da Hoodie, Fivio Foreign y Lil Tjay. En cinco días de su lanzamiento, se lanzó una edición de lujo con tres nuevas canciones: «Wolves» con Nav, «Dior (Remix)» con Gunna y «Like Me» con PnB Rock.

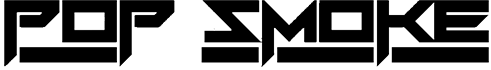
Logo de Pop Smoke

El 17 de febrero de ese mismo año lanzaría su último sencillo con vida titulado «Element», el cual cuenta con más de 75 millones de reproducciones.

## Asesinato
Falleció el 19 de febrero de 2020 a los 20 años al recibir dos disparos por unos ladrones durante un allanamiento a la casa que tenía alquilada en Hollywood Hills, California.
Según las autoridades, cuatro hombres encapuchados ingresaron a la casa aproximadamente a las 4:30 de la madrugada del 19 de febrero; uno de ellos llevaba un pasamontañas y una pistola. La policía recibió noticias del allanamiento de la casa de una llamada de la costa este. La policía llegó a la casa seis minutos después y encontró a Pop Smoke con múltiples heridas de bala. Fue llevado al Centro Médico Cedars-Sinaí, donde fue declarado muerto. El 21 de febrero, el forense del Departamento de Medicina del Condado de Los Ángeles reveló que la causa de la muerte de Pop Smoke fue una herida de bala en el torso. 
A su funeral asistieron unas mil personas entre familiares, amigos y fans, que siguieron el carruaje fúnebre tirado por caballos que portó su ataúd hasta el cementerio Green-Wood en Brooklyn, Nueva York donde fue enterrado.
En mayo de 2021, se llegó finalmente al asesino de Pop, el cual tenía tan solo 15 años cuando tuvieron lugar los hechos. El homicida confesó que le pidieron las joyas a Smoke y luego tuvo "una confrontación" con este que rápidamente se volvió mortal, dijo el detective Carlos Camacho del Departamento de Policía de Los Ángeles.

## Proyectos Póstumos

### Shoot for the Stars, Aim for the Moon
El 3 de julio de 2020, se lanzó su primer y único álbum de estudio, titulado Shoot for the Stars, Aim for the Moon. En el mismo participaron artistas como Quavo, Lil Baby, DaBaby, Swae Lee, Future, 50 Cent, Roddy Ricch, Tyga, Karol G, Lil Tjay, Rowdy Rebel y King Combs. Smoke venía trabajando este proyecto antes de su asesinato y posterior a su fallecimiento el rapero 50 Cent se encargó personalmente de terminar el álbum de Smoke llamando a los artistas destacados y ocupándose de los featurings en cada tema.
El 20 de julio de 2020, por su cumpleaños número 21, se lanzó la deluxe edition del proyecto original en la cual se agregaron 15 pistas adicionales incluyendo remixes de tres canciones del álbum original. Cuenta con apariciones de invitados adicionales de Gunna, Fivio Foreign, Dafi Woo, Dread Woo, Davido, PnB Rock, Jamie Foxx, Young Thug, A Boogie wit da Hoodie, Queen Naija, Calboy y Burna Boy. 
El álbum debutó en el número uno en el Billboard 200 de Estados Unidos. Con 251.000 unidades equivalentes a álbumes (incluidas 59.000 ventas de álbumes puros) en su primera semana, también acumuló un total de 268,44 millones de transmisiones a pedido de las pistas del set en la semana que finalizó el 18 de julio.
A nivel internacional, el álbum también debutó en el número uno en Australia, Canadá, Dinamarca, Finlandia, Irlanda, Holanda, Nueva Zelanda y Suiza, mientras que alcanzó los diez primeros en varios otros países. Más tarde, el álbum alcanzó el número uno en el Reino Unido, en su duodécima semana en las listas de Reino Unido.

### Faith
Faith fue el segundo álbum de estudio de Pop Smoke, este fue lanzado el día 16 de julio de 2021, la primera edición cuenta con 20 pistas en las que se incluyen seis sencillos de Pop y 14 featurings con artistas como Dua Lipa, Future, Kanye West, 21 Savage, Chris Brown, Takeoff, Pharrell Williams, Quavo, Rick Ross, Pusha T, Swae Lee, Kid Cudi, Lil Tjay, 42 Dugg, Kodak Black, The Dream, Raw Swish, Travi, Beam y Bizzy Banks.
La edición deluxe se lanzó por partes, el día 20 de julio de 2021 para el cumpleaños número 22 de Pop se lanzaron cuatro (4) singles, tres son colaboraciones con los artistas Killa, Dread Woo, G Herbo, OnPointLikeOP y TRAV y un solo titulado "Questions". El 30 de julio de 2021 se agregaron a la edición cinco (5) canciones más con los artistas Anuel AA, Rah Swish, Fetty Luciano, Tay Floss y el hermano mayor de Pop, Obasi Jackson.

## Legado
Fue el primer artista que trajo el ritmo UK Drill a Estados Unidos, Bashar con su voz y un notable equipo de producción se encargó de darle magia a dicho ritmo. La forma en que mezcló el sonido del drill con letras que hablan de llevar un estilo de vida lujoso y caro, similar a lo popularizado dentro del trap estadounidense llevó a creer que representaba su ciudad mejor que sus contemporáneos.

Sentía que estaba hablando con alguien que había estado en el juego antes
Quavo  para The New York Times 

Su ética de trabajo fue ampliamente elogiada por sus compañeros de la industria musical. Debido a su fuerte deseo de dejar su antiguo estilo de vida, motivó a los jóvenes de su barrio a alejarse de las calles. El productor Rico Beats explicó que comenzó a "decirles a los niños que no sigan la ruta de las pandillas", con el deseo de "ser una mejor persona".

Pop siempre estaba escribiendo lo que yo decía en su teléfono móvil.
50 Cent

Unos meses después de su muerte, su familia anunció la creación de Shoot for the Stars, una fundación lanzada por Pop que tiene como objetivo ayudar e inspirar a los jóvenes del centro de la ciudad con una plataforma que ayuda a alcanzar metas en medio de vivir y crecer en circunstancias difíciles.
Después de su muerte, se pintaron varios murales sobre él en Canarsie. Aunque sus letras no tratan la brutalidad policial o el racismo, sus canciones se utilizaron popularmente durante las protestas provocadas por la muerte de George Floyd en la ciudad de Nueva York como símbolo de resistencia.

## Discografía
En su corta carrera, Bashar, logró concretar dos (2) álbumes de estudio que fueron lanzados de manera póstuma y dos (2) mixtapes. 

### Álbumes de estudio
- 2020: Shoot for the Stars, Aim for the Moon
- 2021: Faith

### Mixtapes
- 2019: Meet the Woo
- 2020: Meet the Woo 2

## Premios y nominaciones
Desde que comenzó su carrera en el año 2018, Pop, ganó seis (6) premios Billboard Music Awards y obtuvo más de 20 nominaciones a distintos premios como los Premios Grammy, MTV Video Music Awards, Premios Juno, BET Awards, entre otros.
| Año  | Nominado  | Galardón                                                                                   | Resultado | Ref. |
| ---- | --------- | ------------------------------------------------------------------------------------------ | --------- | ---- |
| 2020 | Pop Smoke | Danish Music Awards al Mejor Álbum Internacional                                           | Nominado  |      |
| 2020 | Pop Smoke | BET Hip Hop Awards al Mejor Artista Nuevo                                                  | Nominado  |      |
| 2020 | Pop Smoke | MTV Video Music Awards a la Mejor Canción del Verano                                       | Nominado  |      |
| 2020 | Pop Smoke | BET Hip Hop Awards al MPV del Año                                                          | Nominado  |      |
| 2021 | Pop Smoke | Premios Grammy a la Mejor Interpretación de Rap                                            | Nominado  |      |
| 2021 | Pop Smoke | Premios Juno al Álbum Internacional del Año                                                | Nominado  |      |
| 2021 | Pop Smoke | Billboard Music Awards al Mejor Artista Masculino                                          | Nominado  |      |
| 2021 | Pop Smoke | Billboard Music Awards al Mejor Artista de Rap Masculino                                   | Ganador   |      |
| 2021 | Pop Smoke | Billboard Music Awards al Mejor Artista de Rap                                             | Ganador   |      |
| 2021 | Pop Smoke | Billboard Music Awards al Mejor Artista de Rap Masculino                                   | Ganador   |      |
| 2021 | Pop Smoke | Billboard Music Awards al Artista Top 100                                                  | Nominado  |      |
| 2021 | Pop Smoke | Billboard Music Awards al Mejor Artista Streaming                                          | Nominado  |      |
| 2021 | Pop Smoke | Billboard Music Awards al Mejor Artista Nuevo                                              | Ganador   |      |
| 2021 | Pop Smoke | Billboard Music Awards al Mejor Álbum Billboard 200: Shoot for the Stars, Aim for the Moon | Ganador   |      |
| 2021 | Pop Smoke | Billboard Music Awards al Mejor Álbum de Rap: Shoot for the Stars, Aim for the Moon        | Ganador   |      |
| 2021 | Pop Smoke | Billboard Music Awards al Mejor Artista Billboard 200                                      | Nominado  |      |
| 2021 | Pop Smoke | BET Awards a la Mejor Colaboración                                                         | Nominado  |      |
| 2021 | Pop Smoke | BET Awards al Mejor Artista Masculino de Hip-Hop                                           | Nominado  |      |
| 2021 | Pop Smoke | iHeartRadio Music Awards al Mejor Artista de Hip-Hop                                       | Nominado  |      |
| 2021 | Pop Smoke | iHeartRadio Music Awards al Mejor Artista Nuevo de Pop                                     | Nominado  |      |
| 2021 | Pop Smoke | iHeartRadio Music Awards al Mejor Artista de Hip-Hop                                       | Nominado  |      |